# Franck Queudrue
Franck Queudrue (París, Francia, 27 de agosto de 1978) es un exfutbolista francés que jugaba de defensa.
Al finalizar la temporada 2012-13 se retiró como futbolista.

## Clubes
| Club                    | País       | Año       |
| ----------------------- | ---------- | --------- |
| R. C. Lens              | Francia    | 1997-2001 |
| Middlesbrough F. C.     | Inglaterra | 2001-2006 |
| Fulham F. C.            | Inglaterra | 2006-2007 |
| Birmingham City F. C.   | Inglaterra | 2007-2010 |
| Colchester United F. C. | Inglaterra | 2010      |
| R. C. Lens              | Francia    | 2010-2012 |
| Red Star F. C.          | Francia    | 2012-2013 |

## Palmarés

### Campeonatos nacionales
| Título                        | Club                | País       | Año  |
| ----------------------------- | ------------------- | ---------- | ---- |
| Copa de la Liga de Inglaterra | Middlesbrough F. C. | Inglaterra | 2004 |